# Michael McDonald (peleador)
Michael Robert McDonald (nacido el 15 de enero de 1991) es un artista marcial mixto estadounidense que actualmente compite en la categoría de peso gallo en Bellator MMA.

## Carrera en artes marciales mixtas

### Ultimate Fighting Championship
El 28 de octubre de 2010, World Extreme Cagefighting se fusionó con la Ultimate Fighting Championship. Como parte de la fusión, todos los combatientes de WEC fueron trasladados a la UFC.
McDonald se enfrentó a Edwin Figueroa el 26 de marzo de 2011 en UFC Fight Night 24. McDonald ganó la pelea por decisión unánime. Tras el evento, ambos peleadores ganaron el premio a la Pelea de la Noche.
El 28 de mayo de 2011, McDonald se enfrentó a Chris Cariaso en UFC 130. McDonald ganó la pelea por decisión dividida.
McDonald se enfrentó a Alex Soto el 19 de noviembre de 2011 en UFC 139. McDonald ganó la pelea por nocaut en la primera ronda a los 56 segundos, ganando así el premio al KO de la Noche.
McDonald se enfrentó a Miguel Torres el 21 de abril de 2012 en UFC 145. McDonald ganó la pelea por nocaut en la primera ronda.
El 16 de febrero de 2013, McDonald se enfrentó a Renan Barão en UFC on Fuel TV 7 por el campeonato interino de peso gallo. McDonald perdió la pelea por sumisión en la cuarta ronda.
El 17 de agosto de 2015, McDonald se enfrentó a Brad Pickett en UFC Fight Night 26. McDonald ganó la pelea por sumisión en la segunda ronda. Tras el evento, ambos peleadores ganaron el premio a la Pelea de la Noche y McDonald se llevó la Sumisión de la Noche.
McDonald se enfrentó a Urijah Faber el 14 de diciembre de 2013 en UFC on Fox 9. McDonald perdió la pelea por sumisión en la segunda ronda.
Tras dos años de ausencia, McDonald regresó y se enfrentó a Masanori Kanehara el 2 de enero de 2016. McDonald ganó la pelea por sumisión en la segunda ronda, ganando así el premio a la Actuación de la Noche.

## Campeonatos y logros
- Ultimate Fighting Championship
  - Pelea de la Noche (Dos veces)
  - KO de la Noche (Una vez)
  - Sumisión de la Noche (Una vez)
  - Actuación de la Noche (Una vez)

- Tachi Palace Fights
  - Campeón de Peso Gallo (Una vez)

## Récord en artes marciales mixtas
| Resultado | Récord | Oponente          | Método                        | Evento                                | Fecha                   | Ronda | Tiempo | Localización              | Notas                                            |
| --------- | ------ | ----------------- | ----------------------------- | ------------------------------------- | ----------------------- | ----- | ------ | ------------------------- | ------------------------------------------------ |
| Victoria  | 19–4   | Eduardo Dantas    | KO (golpes)                   | Bellator 202                          | 13 de julio de 2018     | 1     | 0:58   | Thackerville, Oklahoma    |                                                  |
| Victoria  | 18–4   | Peter Ligier      | Decisión (unánime)            | Bellator 191                          | 15 de diciembre de 2017 | 3     | 5:00   | Newcastle                 |                                                  |
| Derrota   | 17–4   | John Lineker      | KO (golpes)                   | UFC Fight Night: McDonald vs. Lineker | 13 de julio de 2016     | 1     | 2:43   | Sioux Falls, South Dakota |                                                  |
| Victoria  | 17–3   | Masanori Kanehara | Sumisión (rear-naked choke)   | UFC 195                               | 2 de enero de 2016      | 2     | 2:09   | Las Vegas, Nevada         | Actuación de la Noche.                           |
| Derrota   | 16–3   | Urijah Faber      | Sumisión (guillotine choke)   | UFC on Fox: Johnson vs. Benavidez 2   | 14 de diciembre de 2013 | 2     | 3:22   | Sacramento, California    |                                                  |
| Victoria  | 16–2   | Brad Pickett      | Sumisión (triangle choke)     | UFC Fight Night: Shogun vs. Sonnen    | 17 de agosto de 2013    | 2     | 3:43   | Boston, Massachusetts     | Pelea de la Noche; Sumisión de la Noche.         |
| Derrota   | 15–2   | Renan Barão       | Sumisión (arm-triangle choke) | UFC on Fuel TV: Barão vs. McDonald    | 16 de febrero de 2013   | 4     | 3:57   | Londres                   | Por el Campeonato Interino de Peso Gallo de UFC. |
| Victoria  | 15–1   | Miguel Torres     | KO (golpes)                   | UFC 145                               | 21 de abril de 2012     | 1     | 3:18   | Atlanta, Georgia          |                                                  |
| Victoria  | 14–1   | Alex Soto         | KO (golpes)                   | UFC 139                               | 19 de noviembre de 2011 | 1     | 0:56   | San José, California      | KO de la Noche.                                  |
| Victoria  | 13–1   | Chris Cariaso     | Decisión (dividida)           | UFC 130                               | 28 de mayo de 2011      | 3     | 5:00   | Las Vegas, Nevada         |                                                  |
| Victoria  | 12–1   | Edwin Figueroa    | Decisión (unánime)            | UFC Fight Night: Nogueira vs. Davis   | 26 de marzo de 2011     | 3     | 5:00   | Seattle, Washington       | Pelea de la Noche.                               |
| Victoria  | 11–1   | Clint Godfrey     | Sumisión (armbar)             | WEC 52                                | 11 de noviembre de 2010 | 1     | 2:42   | Las Vegas, Nevada         |                                                  |
| Victoria  | 10–1   | Cole Escovedo     | KO (golpes)                   | Tachi Palace Fights 5                 | 9 de julio de 2010      | 2     | 1:12   | Lemoore, California       | Ganó el Campeonato de Peso Gallo de TPF.         |
| Victoria  | 9–1    | Manny Tapia       | TKO (golpes)                  | Tachi Palace Fights 3                 | 4 de febrero de 2010    | 1     | 4:31   | Lemoore, California       |                                                  |
| Victoria  | 8–1    | Carlos Garces     | TKO (golpes)                  | Tachi Palace Fights 1                 | 8 de octubre de 2009    | 1     | 2:01   | Lemoore, California       |                                                  |
| Derrota   | 7–1    | Cole Escovedo     | TKO (golpes)                  | PFC 13: Validation                    | 8 de mayo de 2009       | 2     | 2:25   | Lemoore, California       |                                                  |
| Victoria  | 7–0    | Jason Georgianna  | TKO (golpes)                  | PFC 12: High Stakes                   | 22 de enero de 2009     | 1     | 2:38   | Lemoore, California       |                                                  |
| Victoria  | 6–0    | Randy Rodoni      | KO (golpe)                    | Gladiator Challenge 86                | 2 de noviembre de 2008  | 1     | 0:47   | Porterville, California   |                                                  |
| Victoria  | 5–0    | Fernando Arreola  | Sumisión                      | Gladiator Challenge 84                | 7 de septiembre de 2008 | 1     | 3:49   | Porterville, California   |                                                  |
| Victoria  | 4–0    | Javier Vargas     | TKO (golpes)                  | Gladiator Challenge 81                | 27 de julio de 2008     | 1     | 1:38   | Porterville, California   |                                                  |
| Victoria  | 3–0    | Steve Frano       | TKO (golpes)                  | Gladiator Challenge 78                | 18 de mayo de 2008      | 1     | 1:17   | Porterville, California   |                                                  |
| Victoria  | 2–0    | Dominic Pena      | Sumisión (arm-triangle choke) | Gladiator Challenge 76                | 17 de marzo de 2008     | 1     | 1:12   | Porterville, California   |                                                  |
| Victoria  | 1–0    | Joe Corona        | Sumisión (triangle choke)     | Gladiator Challenge 71                | 11 de noviembre de 2007 | 1     | 1:17   | Porterville, California   |                                                  |